# Mount Gandalf
Mount Gandalf är ett berg i Kanada.   Det ligger i provinsen British Columbia, i den sydvästra delen av landet, 3 500 km väster om huvudstaden Ottawa. Toppen på Mount Gandalf är 1 764 meter över havet.
Terrängen runt Mount Gandalf är bergig söderut, men norrut är den kuperad. Terrängen runt Mount Gandalf sluttar söderut. Trakten runt Mount Gandalf är nära nog obefolkad, med mindre än två invånare per kvadratkilometer.. Det finns inga samhällen i närheten.
I omgivningarna runt Mount Gandalf växer i huvudsak barrskog.